# Герасимов, Дмитрий Михайлович
Дми́трий Миха́йлович Гера́симов (род. 1946) — советский и российский государственный и военный деятель. Участник Афганской войны (1979—1989) и первой чеченской войны. Генерал-лейтенант.

## Биография
Родился 14 июля 1946 года в деревне Ворошилы, Сенненского района Витебской области Белорусской ССР,  в многодетной семье рабочих. Четвёртый — из шести братьев. В 1953 году поступил на обучение в начальную школу, а с 1957 года в среднюю школу №2 посёлка Богушевск. После окончания в 1964 году 11-летней школы работал на шахте в г. Караганда проходчиком, откуда был призван в ряды Советской Армии. В 1964 году был призван на срочную службы в Советскую армию. Служил в танковых войсках.
В 60-е года в ВС СССР в связи острой нехваткой офицеров, при военных училищах были созданы курсы по подготовке младших лейтенантов. К обучению на курсах которое продолжалось 10 месяцев, привлекались изъявившие желание солдаты срочной службы отслужившие более года и сверхсрочнослужащие. Также для выпускников данных курсов, получивших звание младший лейтенант, были созданы дополнительные курсы длительностью в 3 месяца, которые назывались «экстернат», по окончании которых присваивалось последующее воинское звание лейтенант. До окончания срока срочной службы (3 года на тот исторический период) в 1966 году Герасимов поступил на курсы младших лейтенантов при Ташкентском высшем танковом командном училище имени маршала бронетанковых войск Рыбалко П.С., в г. Чирчик. Через год получил звание лейтенанта.
В 1967 году Герасимов начал офицерскую службу с должности командира группы в 15-й отдельной бригаде специального назначения (15-я обрспн) Туркестанского военного округа в г. Чирчик.
13-14 июня 1967 года — Герасимов с другими военнослужащими 15-й обрспн участвовал в подавление массовых беспорядков в г. Чимкент Казахской ССР.
В 1970 году участвовал в карантинных мероприятиях в эпицентре холеры в Астраханской области, куда были отправлены подразделения 15-й обрспн.
В 1971 году участвовал в карантинных мероприятиях в эпицентре черной оспы в Аральске.
С 1971—1978 годы —  командир роты специального назначения в 3-й отдельной гвардейской бригаде специального назначения в составе ГСВГ в г. Фюрстенберг
1975—1978 — слушатель факультета разведки Военной академии имени М. В. Фрунзе.
1978—1979 — командир батальона  в 5-й отдельной бригаде специального назначения в Белорусском военном округе в г. Марьина Горка.
1979—1983 — начальник штаба 5-й отдельной бригады специального назначения.
19 июля 1983 года полковник Герасимов был назначен на должность командира 22-й отдельной бригады специального назначения (22-я обрспн) Среднеазиатского военного округа в г. Капчагай Казахской ССР
15 марта 1985 года 22-я обрспн под руководством Герасимова была введена в Афганистан с дислокацией в г. Лашкаргах. Как один из двух командиров бригад специального назначения в составе 40-й Армии, Герасимов являлся ключевым участником по выполнению плана «Завеса».
Июль 1987—1988 — командир 5-й отдельной бригады специального назначения в Белорусском военном округе.
1988—1990 — слушатель Военной академии Генерального штаба.
1990—1992 — заместителя начальника направления ГРУ Генерального штаба ВС СССР.
1992 — начальник направления специальной разведки ГРУ Генерального штаба ВС России.
В 1992 году Герасимов перевёлся со службы в Вооружённых силах на службу в Министерство безопасности Российской Федерации.
В период с 3 июня 1992 года по начало 1994 года Герасимов возглавлял спецподразделение «Вымпел», которое последовательно находилось в структурах МБ РФ, ФСК РФ а после октябрьских событий в Москве было передано в МВД России.
В начале 1994 года Герасимов подал рапорт об отставке. По предложению директора ФСК РФ Н. М. Голушко Герасимов принял должность заместителя начальника Академии ФСК.
В октябре 1994 года по предложению директора ФСК РФ С. В. Степашина, Герасимов назначен на должность начальника Управления специальных операций ФСК (УСО ФСК) (с июня 1995 ФСК переименован в ФСБ).
В конце декабря 1994 — начале января 1995 года группа из 22 бойцов от спецподразделения «Вымпел» под руководством начальника УСО ФСК Герасимова участвовала в штурме Грозного. При непосредственном участии Герасимова была эвакуирована большая группа мирного населения заблокированная на территории города в зоне боевых действий
С октября 1994 по 1999 год Герасимов занимал должность заместителя руководителя Департамента ФСБ по борьбе с терроризмом - начальника Штаба Департамента.
В 1999 году Герасимов вышел в отставку в звании генерал-лейтенанта.
С 1999 года возглавляет службу безопасности в крупной коммерческой организации.